# Jesús Navarro García
Gral. Jesús Navarro García fue un militar mexicano que participó en la Revolución mexicana. Nació en Tlaltizapán, Morelos, el 19 de junio de 1879; fue hijo de Cayetano Navarro y de María de Jesús García, ambos de origen campesino; aprendió a leer y a escribir en la escuela de su pueblo natal y más tarde se dedicó a las labores del campo. El 10 de marzo de 1911 se incorporó a la lucha contra Porfirio Díaz, bajo las órdenes directas de Pablo Torres Burgos; al morir este, se mantuvo bajo el mando de Emiliano Zapata, participando en el sitio y toma de Cuautla en el mes de mayo. Navarro García fue un hombre entusiasta y organizador, le fue encargado la fabricación de bombas de tipo casero para la lucha suriana. Fue uno de los firmantes del Plan de Ayala y uno de los zapatistas más fieles; por ocho años combatió en los estados de Morelos, Puebla y Guerrero. En este último fue hecho prisionero por fuerzas carrancistas en mayo de 1919, y fusilado en la Cuesta de Chilapa, llamada a veces como el “Llano de Amula”, el día 18 de mayo, junto con varios de sus subalternos.